# Waleed Mohyaden
Waleed Mohyaden Al-Qadim (22 maggio 1982) è un calciatore qatariota, difensore dell'Al-Shamal.

## Carriera

### Club
Ha sempre giocato nel campionato qatariota.

### Nazionale
Con la maglia della nazionale ha partecipato alla Coppa d'Asia 2004.